# Alia Trabucco Zerán
Alia Trabucco Zerán (* 1983 in Santiago de Chile) ist eine chilenische Schriftstellerin.

## Leben
Trabucco studierte Rechtswissenschaften an der Universidad de Chile, erlangte einen Magister in kreativem Schreiben an der New York University und promovierte in Literatur am University College London.

## Wirken
Trabuccos Debütroman La Resta (Die Differenz) wurde von der Kritik gelobt und von El País zu einem der zehn besten Debütromane des Jahres 2014 gewählt, die englische Übersetzung wurde 2019 für die Shortlist des International Booker Prize nominiert. Die Übersetzung ins Deutsche erfolgte durch Benjamin Loy und wurde 2021 bei Bahoe Books veröffentlicht. Für Die Differenz wurde die Autorin 2022 in Berlin mit dem Anna Seghers-Preis ausgezeichnet.
Trabuccos Roman Mein Name ist Estela (deutsch 2024) ist eine Erzählung aus der Sicht eines Dienstmädchens, welches die tiefen Klassenspannungen in Chile erlebt. Der Roman umfasst Estelas monologischen Bericht über den Tod eines Mädchens, für dessen mysteriösen Tod sie sich rechtfertigen muss, und ist von metaphysischen Zeichen geprägt, die auf gesellschaftliche und klimatische Katastrophen hindeuten. Dieses Werk ist in den Kontext der chilenischen Proteste von 2019 eingebettet ist und liefert eine Kritik an der sozialen Ungleichheit.

## Politische Einstellungen
Im Oktober 2024 gehörte Trabucco zu den Unterzeichnern eines Aufrufs zum Boykott israelischer Kulturinstitutionen, „die an der überwältigenden Unterdrückung der Palästinenser mitschuldig sind oder diese stillschweigend beobachtet haben“.

## Werke
- Die Differenz, Roman. Aus dem Spanischen von Benjamin Loy. Bahoe Books, Wien 2021. ISBN 978-3-903290-55-6
- Limpia. 2022
  - Mein Name ist Estela : Roman. Übersetzung Benjamin Loy. Berlin : Hanser Berlin, 2024